# NGC 1553
NGC 1553 è una galassia lenticolare nella costellazione del Dorado.
Si individua con facilità 2,5 gradi ad ovest della stella α Doradus; appare come una macchia chiara o una stella sfocata in piccoli strumenti: nonostante la sua luminosità, le dimensioni apparenti dell'oggetto sono piccole, e così, anche a causa della sua forma lenticolare, appare priva di dettagli. Fa parte di un gruppo di galassie relativamente vicino al Gruppo Locale, di cui fa parte pure la vicina galassia NGC 1549, con la quale interagisce, e galassie minori. Dista dalla Via Lattea circa 29 milioni di anni-luce.

## Gruppo di NGC 1566 e Gruppo del Dorado
Secondo uno studio pubblicato nel 2005 da Kilborn et al. NGC 1553 fa parte del Gruppo di NGC 1566 che comprende almeno altre 23 galassie, tra cui NGC 1515, NGC 1522, NGC 1533, NGC 1536, NGC 1543, NGC 1546, NGC 1549, NGC 1553, NGC 1566, NGC 1574, NGC 1581, NGC 1596, NGC 1602, NGC 1617, IC 2032, IC 2038, IC 2049, IC 2058 e IC 2085. Il Gruppo di NGC 1566 a sua volta fa parte del più esteso Gruppo del Dorado.
Nel suo articolo del 1993, Garcia posiziona NGC 1574 in un più ristretto gruppo di galassie denominato Gruppo di NGC 1553. Tutte le galassie del Gruppo di NGC 1553 menzionate da Garcia sono incluse anche nel Gruppo del Dorado da Kilborn.